# Deborah Pratt
Deborah Pratt est une actrice, scénariste et productrice de télévision afro-américaine, née le 16 décembre 1951 à Chicago, en Illinois.

## Biographie
Elle est l'ex-femme de Donald Bellisario et la mère de Troian Bellisario et Nicholas Bellisario.
Elle a été coproductrice exécutive et scénariste sur la série Code Quantum, créée par son mari d'alors, Donald Bellisario, qui l'y a faite également jouer, ainsi que dans Magnum et Supercopter.
Elle est aussi auteure de nouvelles de science fantasy.

## Filmographie

### Cinéma
- 1983 : Le Guerrier de l'espace (Spacehunter: Adventures in the Forbidden Zone) : Meagan
- 1988 : Crimes de sang (Last Rites) : Robin Dwyer
- 1994 : Club Eden: L'île aux fantasmes (Exit to Eden) : Dr Allison
- 2006 : Unspoken (court-métrage) : Madison
- 2008 : Chinaman's Chance: America's Other Slaves : Rachel
- 2010 : Peep World : Cassandra Williamson

### Télévision
- 1975 : Sergent Anderson (série télévisée) : Kate
- 1978 : Chips (série télévisée) : Carol
- 1978 : Love Is Not Enough (téléfilm) : Susan
- 1979 : Happy Days (série télévisée) : Kat Mandu
- 1980 : Katmandu (téléfilm) : Kat Mandu
- 1980 : Phyl & Mikhy (série télévisée) : Connie
- 1981 : Grambling's White Tiger (série télévisée) : Jennifer
- 1982 : Strike Force (série télévisée) : Loretta
- 1982 : She's with Me (téléfilm) : Bonnie Madison
- 1982 : The New Odd Couple (série télévisée) : Sandra
- 1983 : Prime Times (téléfilm) : Variés
- 1983 : Benson (série télévisée) : Jill
- 1983 : Allô Nelly bobo (série télévisée) : Vanessa
- 1984 : Magnum (série télévisée) : Gloria
- 1984 : Airwolf (série télévisée) : Marella
- 1984 - 1985 : Supercopter (série télévisée) : Marella
- 1987 : Three on a Match (téléfilm) : Sissy
- 1987 : Rick Hunter (série télévisée) : Sandra Browning
- 1989 - 1993 : Code Quantum (série télévisée) : Ziggy (voix)
- 1992 : Tequila et Bonetti (série télévisée) : Nicole
- 2022 - 2023 : Code Quantum (série télévisée) : Ziggy (voix)